# Paris-Bruxelles 2008
La 88e édition de Paris-Bruxelles a eu lieu le 13 septembre 2008.

## Récit
Dès le cinquième kilomètre, sous la pluie, Nicolas Crosbie et Javier Chacón s'échappent, leur avance va rapidement augmenter grâce aux cinq premières côtes situées en France, et avoisinera le quart d'heure, dès lors, l'écart ne cessera de diminuer, les deux coureurs sont repris à cinquante-deux kilomètres de l'arrivée, d'abord par Mathew Hayman, puis par le peloton dynamité à la suite de nombreuses attaques avec notamment Bert Van Heule à la hauteur de Nivelles, dans une descente pavée dangereuse qui condamnait plusieurs coureurs à l'arrière de la course, à rejoindre la voiture-balai. D'autres « baroudeurs » comme Thomas Voeckler ou Bram Tankink tentèrent également leur chance, mais en vain.
En fin de course, à une vingtaine de kilomètres de la ligne, un nouveau groupe de tête se formait à la hauteur du Bruineput et du Keperenberg, avec cette fois les « gros bras », composé par Robbie McEwen, Gert Steegmans, Sébastien Rosseler, Maarten Wynants, Luca Paolini, Dario Andriotto, Yury Trofimov, Kevyn Ista, Bert De Waele, Piet Rooijakkers, et le méconnu Jarosław Marycz.
Dans les ultimes kilomètres, la Quick Step-Innergetic jouait sur tous les fronts, si Wynants devait finalement lâcher prise après un bon travail, Steegmans emmené par Rosseler se retrouvait devant avec McEwen, Paolini, et De Waele, les cinq allaient se disputer la victoire.
Sous la « flamme rouge », McEwen se faisait une petite frayeur, sa roue manquant de glisser, ce qui permettait à Rosseler d'accélérer le tempo par la suite, il lançait Steegmans, hélas pour lui, trop tôt, puisqu'il lui était impossible de faire les trois cent derniers mètres avec Paolini et l'Australien dans sa roue, ce dernier le remontait facilement et le devançait alors signant ainsi sa cinquième victoire sur la « Classique des deux capitales » (il le démontrait d'ailleurs en indiquant ses cinq doigts), la quatrième consecutive, après que les poursuivants eut franchit la ligne, le premier peloton dont le sprint était réglé par Borut Božič et Kenny van Hummel, retardé d'une minute et quatorze secondes.

## Classement[1]
| Classement final |      |                    |                              |                 |
| Classement       | Pays | Coureur            | Équipe                       | Temps           |
| 1                |      | Robbie McEwen      | Silence-Lotto                | 5 h 30 min 13 s |
| 2                |      | Gert Steegmans     | Quick Step-Innergetic        | m.t.            |
| 3                |      | Luca Paolini       | Acqua & Sapone-Caffè Mokambo | m.t.            |
| 4                |      | Bert De Waele      | Landbouwkrediet-Tönissteiner | 4 s             |
| 5                |      | Sébastien Rosseler | Quick Step-Innergetic        | 8 s             |
| 6                |      | Maarten Wynants    | Quick Step-Innergetic        | 48 s            |
| 7                |      | Dario Andriotto    | Acqua & Sapone-Caffè Mokambo | m.t.            |
| 8                |      | Kevyn Ista         | Agritubel                    | 1 min 08 s      |
| 9                |      | Borut Božič        | Cycle Collstrop              | 1 min 14 s      |
| 10               |      | Kenny van Hummel   | Skil-Shimano                 | m.t.            |